# Różanka-Dwór
Różanka-Dwór (deutsch Rosental) ist ein Ort in der polnischen Woiwodschaft Ermland-Masuren und gehört zur Landgemeinde Banie Mazurskie (Benkheim) im Powiat Gołdapski (Kreis Goldap).

## Geographische Lage
Różanka-Dwór liegt im Nordosten der Woiwodschaft Ermland-Masuren, 16 Kilometer östlich der einstigen Kreisstadt Angerburg (polnisch Węgorzewo) bzw. 23 Kilometer südwestlich der heutigen Kreishauptstadt Gołdap (Goldap).

## Geschichte
Vor 1945 war Rosental in der Hauptsache lediglich ein großer Hof. Am 2. März 1884 wurde der Ort als Besitzung des Ferdinand Holzmann zu Polnisch Dombrowken (1904 bis 1945 Talheim, polnisch Dąbrówka Polska) gegründet. Als Ortschaft gehörte Rosental bis 1945 zu Polnisch Dombrowken resp. Talheim im Amtsbezirk Benkheim (polnisch Banie Mazurskie) im Kreis Angerburg im Regierungsbezirk Gumbinnen der preußischen Provinz Ostpreußen.
Mit dem gesamten südlichen Ostpreußen kam Rosental 1945 in Kriegsfolge zu Polen und heißt seither „Różanka-Dwór“. Der Ort ist in das Schulzenamt (polnisch Sołectwo) Dąbrówka Polska eingegliedert, das zum Verbund der Landgemeinde Banie Mazurskie im Powiat Gołdapski gehört, vor 1998 zur Woiwodschaft Suwałki, seither zur Woiwodschaft Ermland-Masuren zugehörig.

## Kirche
Katholischerseits war Rosental bis 1945 in die Pfarrei Angerburg (polnisch Węgorzewo) im Bistum Ermland eingegliedert, evangelischerseits war es Teil des Kirchspiels der Kirche in Benkheim (Banie Mazurskie) im Kirchenkreis Angerburg in der Kirchenprovinz Ostpreußen der Kirche der Altpreußischen Union. Seit 1945 gehört Różanka-Dwór zur neu errichteten katholischen Pfarrei Banie Mazurskie im Dekanat Gołdap im Bistum Ełk der Römisch-katholischen Kirche in Polen. Die zuständige evangelische Kirche ist die in Gołdap, eine Filialkirche der Pfarre in Suwałki in der Diözese Masuren der Evangelisch-Augsburgischen Kirche in Polen.

## Verkehr
Für Różanka-Dwór besteht keine Anbindung an das Eisenbahnnetz. Es ist auf einem Landweg zu erreichen, der von der Woiwodschaftsstraße DW 650 (einstige deutsche Reichsstraße 136) westlich von Banie Mazurskie (Benkheim) in südlicher Richtung abzweigt.